# Göttenbach (Isen)
Der Göttenbach ist ein 3 km langer Bach fast nur im Gemeindegebiet von Lengdorf im bayerischen Landkreis Erding, der etwas abwärts des Weilers Penzing der Gemeinde von rechts und zuletzt Osten in die obere Isen mündet.

## Geographie

### Verlauf
Der Göttenbach entsteht im Kopfsburger Holz auf etwa 546 m ü. NHN, nahe an einer 551 m ü. NHN hohen Waldkuppe mit historischem Grenzstein und etwa 400 Meter nordnordwestlich des Weilers Harnisch der Gemeinde. Der Bach läuft im Wald geschlungen in südöstlicher Richtung. Nach etwa einem Kilometer, inzwischen am Waldrand laufend, mündet von zuletzt Osten her ein Waldbach zu, der etwas länger als der Namensoberlauf ist und nahe der Einöde Lacken der Gemeinde entsteht.
Dort kehrt sich der Bach auf etwa 504 m ü. NHN vom Wald ab, wird nun bis zur Mündung fast lückenlos von einer Auwaldgalerie begleitet, und wendet sich in mehr und mehr westliche Richtung, die er nach Passieren des rechtsseits liegenden Weilers Hundsöd erreicht hat. Das Gebiet von Markt Isen reicht nun linksseits bis nahe an den Bach und sogar kurz mit einer winzigen Gebietszunge herüber.
Aus dem Gebiet von Isen fließt von links her ein weiterer Nebenbach auf etwa 490 m ü. NHN zu, dessen Teileinzugsgebiet sich weit nach Süden bis an den Ostrand des Dorfes Isen erstreckt und der von rechts einige Seitenbäche aufnimmt. Dieser Bach scheint jedoch über lange Strecken verdolt zu sein bzw. Versickerungstrecken zu umfassen, so dass der längste durchgehend offene Bachlauf heute nahe der Isener Einöde Sollach beginnt und erst bei Weiler Höselsthal auf die nördliche Grundrichtung einschwenkt.
Unterhalb dieses Zuflusses fließt der Göttenbach nun geschlungen westwärts am Fuß des rechtsseits nahen Streuweilers Göttenbach vorbei. Ein kurzer linker Auenbach fließt zu. An einer Häusergruppe unterquert er die rechtsseits der Isen folgende Kreisstraße ED 12. 200 Meter weiter fließt er auf etwa 479 m ü. NHN ungefähr 0,7 Flusskilometer unterhalb der Mühle von Penzing von rechts und Osten in die obere Isen ein.
Der Göttenbach mündet nach etwa 3,1 km langem Lauf mit mittlerem Sohlgefälle von rund 22 ‰ rund 67 Höhenmeter unterhalb seiner Quelle im Kopfsburger Holz.

### Einzugsgebiet
Das Einzugsgebiet des Göttenbachs ist etwa 6,3 km² groß und gehört naturräumlich zum Isen-Sempt-Hügelland, einem Unterraum der Isar-Inn-Schotterplatten. Der mit 572 m ü. NHN höchste Punkt liegt heute an der östlichen Wasserscheide auf der Kuppe der eingestellten Deponie im Wald an der St 2086 Isen–Dorfen. Das Gebiet umfasst zu mehr als der Hälfte Wald, der vor allem am Nord- und Ostrand steht. Mehr als die Hälfte des Einzugsgebietes liegt auf der Gemarkung von Isen, der Rest mit fast dem gesamten Bachlauf auf der von Lengdorf. Außer dem beim Verlauf schon genannten gibt es noch einige weitere, durchweg kleine Orte von Lengdorf und Isen im Einzugsgebiet.
Reihum grenzen die Einzugsgebiete der folgenden Nachbargewässer an:
- Im Norden laufen ein paar Bäche jenseits des Kopfsburger Holzes zur Isen nach ihrem Laufknie vor Lengdorf;
- im Nordosten nimmt der tiefere Isen-Zufluss Lappach kurze Bäche von der Wasserscheide auf, im Südosten dessen großer linker Zufluss Kirchstätter Bach
- das im Südwesten anschließende Gebiet entwässert der Schinderbach, der in Isen der Isen zufließt;
- im Westen ist die Isen selbst das nächste offene Gewässer.

### Zuflüsse
Liste der Zuflüsse von der Quelle zur Mündung. Mit Mündungshöhe. Andere Quellen für die Angaben sind vermerkt.
- (Bach von Lacken her), von links auf etwa 504 m ü. NHN vor Hundsöd
- (Bach von Höselsthal her), von links auf etwa 490 m ü. NHN nach Hundsöd
- (Auenzufluss), von links auf etwa 486 m ü. NHN gegenüber Göttenbach

### BayernAtlas („BA“)
Amtliche Online-Gewässerkarte mit passendem Ausschnitt und den hier benutzten Layern: Lauf und Einzugsgebiet des Göttenbachs

Allgemeiner Einstieg ohne Voreinstellungen und Layer: BayernAtlas der Bayerischen Staatsregierung (Hinweise)
1. 1 2 3  Höhe abgefragt auf dem Hintergrundlayer Amtliche Karte (Rechtsklick).
2. ↑  Länge abgemessen auf dem Hintergrundlayer Amtliche Karte.
3. ↑  Einzugsgebiet abgemessen auf dem Hintergrundlayer Amtliche Karte.
4. 1 2  Höhe nach schwarzer Beschriftung auf dem Hintergrundlayer Amtliche Karte.

### Sonstige
1. ↑  Günther Michler: Geographische Landesaufnahme: Die naturräumlichen Einheiten auf Blatt 181 München. Bundesanstalt für Landeskunde, Bad Godesberg 1994. → Online-Karte (PDF; 4,4 MB)